# Vuelta a Burgos 2024
La Vuelta a Burgos 2024, quarantaseiesima edizione della corsa e valevole come trentaquattresima prova dell'UCI ProSeries 2024 categoria 2.Pro, si svolse in cinque tappe dal 5 al 9 agosto 2024 su un percorso di 641,1 km, con partenza da Vilviestre del Pinar e arrivo a Condado de Treviño, in Spagna. La vittoria fu appannaggio dello statunitense Sepp Kuss, il quale completò il percorso in 15h09'06", alla media di 42,340 km/h, precedendo il britannico Max Poole e il neozelandese Finn Fisher-Black.

## Tappe
| Tappa  | Data     | Percorso                                              | km    | Vincitore di tappa | Leader cl. generale |
| ------ | -------- | ----------------------------------------------------- | ----- | ------------------ | ------------------- |
| 1ª     | 5 agosto | Vilviestre del Pinar > Burgos                         | 168   | Pavel Bittner      | Pavel Bittner       |
| 2ª     | 6 agosto | Valle de Mena > Ojo Guareña                           | 161   | Caleb Ewan         | Caleb Ewan          |
| 3ª     | 7 agosto | Bodegas Nabal Gumiel de Izán > Lagunas de Neila       | 138   | Sepp Kuss          | Sepp Kuss           |
| 4ª     | 8 agosto | Santa María del Campo > Pampliega (Cron. individuale) | 18,5  | Jay Vine           | Sepp Kuss           |
| 5ª     | 9 agosto | Frías > Condado de Treviño                            | 156   | Pavel Bittner      | Sepp Kuss           |
| Totale | Totale   | Totale                                                | 641,5 |                    |                     |

## Squadre e corridori partecipanti
| N.    | Cod. | Squadra                         |
| ----- | ---- | ------------------------------- |
| 1-7   | TVL  | Team Visma-Lease a Bike         |
| 11-16 | RBH  | Red Bull-Bora-Hansgrohe         |
| 21-27 | IGD  | Ineos Grenadiers                |
| 31-37 | MOV  | Movistar Team                   |
| 41-47 | TBV  | Bahrain Victorious              |
| 51-57 | UAD  | UAE Team Emirates               |
| 61-67 | LTK  | Lidl-Trek                       |
| 71-77 | AST  | Astana Qazaqstan Team           |
| 81-87 | GFC  | Groupama-FDJ                    |
| 91-97 | DAT  | Decathlon AG2R La Mondiale Team |

| N.      | Cod. | Squadra                   |
| ------- | ---- | ------------------------- |
| 101-107 | DFP  | Team DSM-Firmenich PostNL |
| 111-117 | JAY  | Team Jayco AlUla          |
| 121-127 | EFE  | EF Education-EasyPost     |
| 131-137 | BBH  | Burgos-BH                 |
| 141-147 | CJR  | Caja Rural-Seguros RGA    |
| 151-157 | EKP  | Equipo Kern Pharma        |
| 161-167 | EUS  | Euskaltel-Euskadi         |
| 171-177 | TUD  | Tudor Pro Cycling Team    |
| 181-187 | Q36  | Q36.5 Pro Cycling Team    |
| 191-197 | PTK  | Team Polti Kometa         |

## Dettagli delle tappe

### 1ª tappa
- 5 agosto: Vilviestre del Pinar > Burgos – 159 km

Risultati
| Pos. | Corridore           | Squadra  | Tempo    |
| ---- | ------------------- | -------- | -------- |
| 1    | Pavel Bittner       | DSM      | 4h02'26" |
| 2    | Giacomo Nizzolo     | Q36.5    | s.t.     |
| 3    | Iván García Cortina | Movistar | s.t.     |

| Pos. | Corridore           | Squadra  | Tempo    |
| ---- | ------------------- | -------- | -------- |
| 1    | Pavel Bittner       | DSM      | 4h02'26" |
| 2    | Giacomo Nizzolo     | Q36.5    | a 4''    |
| 3    | Iván García Cortina | Movistar | a 6''    |

### 2ª tappa
- 6 agosto: Valle de Mena > Ojo Guareña – Cronometro a squadre – 161 km

Risultati
| Pos. | Corridore           | Squadra  | Tempo    |
| ---- | ------------------- | -------- | -------- |
| 1    | Caleb Ewan          | Jayco    | 3h59'43" |
| 2    | Roger Adrià         | Bora     | s.t.     |
| 3    | Iván García Cortina | Movistar | s.t.     |

| Pos. | Corridore           | Squadra  | Tempo    |
| ---- | ------------------- | -------- | -------- |
| 1    | Caleb Ewan          | Jayco    | 8h01'59" |
| 2    | Pavel Bittner       | DSM      | s.t.     |
| 3    | Iván García Cortina | Movistar | a 2''    |

### 3ª tappa
- 7 agosto: Bodegas Nabal Gumiel de Izán > Lagunas de Neila – 138 km

Risultati
| Pos. | Corridore                | Squadra    | Tempo    |
| ---- | ------------------------ | ---------- | -------- |
| 1    | Sepp Kuss                | Visma      | 3h22'05" |
| 2    | Lorenzo Fortunato        | Astana     | a 7''    |
| 3    | Jefferson Alveiro Cepeda | Caja Rural | a 7''    |

| Pos. | Corridore                | Squadra    | Tempo     |
| ---- | ------------------------ | ---------- | --------- |
| 1    | Sepp Kuss                | Visma      | 11h24'04" |
| 2    | Jefferson Alveiro Cepeda | Caja Rural | a 13"     |
| 3    | Max Poole                | DSM        | a 27"     |

### 4ª tappa
- 8 agosto: Santa María del Campo > Pampliega – Cronometro individuale – 18,5 km

Risultati
| Pos. | Corridore      | Squadra | Tempo  |
| ---- | -------------- | ------- | ------ |
| 1    | Jay Vine       | UAE     | 19'51" |
| 2    | Edoardo Affini | Visma   | a 11'' |
| 3    | Antonio Tiberi | Bahrain | a 12'' |

| Pos. | Corridore         | Squadra | Tempo     |
| ---- | ----------------- | ------- | --------- |
| 1    | Sepp Kuss         | Visma   | 11h44'38" |
| 2    | Max Poole         | DSM     | a 5"      |
| 3    | Finn Fisher-Black | UAE     | a 34"     |

### 5ª tappa
- 19 agosto: Frías > Condado de Treviño – 156 km

Risultati
| Pos. | Corridore           | Squadra  | Tempo    |
| ---- | ------------------- | -------- | -------- |
| 1    | Pavel Bittner       | DSM      | 3h24'28" |
| 2    | Nicolò Parisini     | Q36.5    | s.t.     |
| 3    | Iván García Cortina | Movistar | s.t.     |

| Pos. | Corridore         | Squadra | Tempo     |
| ---- | ----------------- | ------- | --------- |
| 1    | Sepp Kuss         | Visma   | 11h44'38" |
| 2    | Max Poole         | DSM     | a 5"      |
| 3    | Finn Fisher-Black | UAE     | a 34"     |

## Evoluzione delle classifiche
| Tappa              | Vincitore          | Classifica generale Maglia viola | Classifica a punti Maglia verde | Classifica scalatori Maglia rossa | Classifica giovani Maglia bianca | Classifica a squadre    |
| ------------------ | ------------------ | -------------------------------- | ------------------------------- | --------------------------------- | -------------------------------- | ----------------------- |
| 1ª                 | Pavel Bittner      | Pavel Bittner                    | Pavel Bittner                   | Diego Sevilla                     | Pavel Bittner                    | Movistar Team           |
| 2ª                 | Caleb Ewan         | Caleb Ewan                       | Caleb Ewan                      | Diego Sevilla                     | Pavel Bittner                    | Lidl-Trek               |
| 3ª                 | Sepp Kuss          | Sepp Kuss                        | Pavel Bittner                   | Diego Sevilla                     | Max Poole                        | Equipo Kern Pharma      |
| 4ª                 | Jay Vine           | Sepp Kuss                        | Edoardo Affini                  | Diego Sevilla                     | Max Poole                        | Team Visma-Lease a Bike |
| 5ª                 | Pavel Bittner      | Sepp Kuss                        | Pavel Bittner                   | Diego Sevilla                     | Max Poole                        | Team Visma-Lease a Bike |
| Classifiche finali | Classifiche finali | Sepp Kuss                        | Primož Roglič                   | Diego Sevilla                     | Max Poole                        | Visma                   |

## Classifiche finali

### Classifica generale - Maglia viola
| Pos. | Corridore         | Squadra     | Tempo     |
| ---- | ----------------- | ----------- | --------- |
| 1    | Sepp Kuss         | Visma       | 15h09'06" |
| 2    | Max Poole         | DSM         | a 5"      |
| 3    | Finn Fisher-Black | UAE         | a 34"     |
| 4    | Urko Berrade      | Kern Pharma | a 41"     |
| 5    | Michael Storer    | Tudor       | a 42"     |
| 6    | J. Alveiro Cepeda | Caja Rural  | a 53"     |
| 7    | Pablo Castrillo   | Kern Pharma | a 57"     |
| 8    | Brandon Rivera    | Ineos       | a 59"     |
| 9    | Patrick Konrad    | Lidl        | a 1'00"   |
| 10   | Sergio Higuita    | Red Bull    | a 1'01"   |

### Classifica a punti - Maglia verde
| Pos. | Corridore           | Squadra  | Punti |
| ---- | ------------------- | -------- | ----- |
| 1    | Pavel Bittner       | DSM      | 57    |
| 2    | Iván García Cortina | Movistar | 48    |
| 3    | Edoardo Affini      | Visma    | 35    |
| 4    | Caleb Ewan          | Jayco    | 32    |
| 5    | Roger Adrià         | Red Bull | 29    |

### Classifica scalatori - Maglia rossa
| Pos. | Corridore         | Squadra    | Punti |
| ---- | ----------------- | ---------- | ----- |
| 1    | Diego Sevilla     | Polti      | 50    |
| 2    | Sepp Kuss         | Visma      | 32    |
| 3    | Max Poole         | DSM        | 28    |
| 4    | J. Alveiro Cepeda | Caja Rural | 28    |
| 5    | Gorka Sorarrain   | Caja Rural | 27    |

### Classifica giovani - Maglia bianca
| Pos. | Corridore         | Squadra     | Tempo     |
| ---- | ----------------- | ----------- | --------- |
| 1    | Max Poole         | DSM         | 15h09'11" |
| 2    | Finn Fisher-Black | UAE         | a 29"     |
| 3    | Pablo Castrillo   | Kern Pharma | a 52"     |
| 4    | Davide Piganzoli  | Polti       | a 1'00"   |
| 5    | Iván Romeo        | Movistar    | a 1'02"   |

### Classifica a squadre
| Pos. | Squadra                         | Tempo     |
| ---- | ------------------------------- | --------- |
| 1    | Team Visma-Lease a Bike         | 45h30'00" |
| 2    | UAE Team Emirates               | a 1"      |
| 3    | Equipo Kern Pharma              | a 29"     |
| 4    | Ineos Grenadiers                | a 39"     |
| 5    | Decathlon AG2R La Mondiale Team | a 3'49"   |